# Республика Западная Флорида
Государство Флорида (англ. Republic of West Florida) — непризнанное государство, недолго просуществовавшее на северном побережье Мексиканского залива в 1810 году.
В 1783 году, за помощь восставшим колониям в их борьбе против Великобритании, Испания получила обратно колонию Западная Флорида, однако при этом из-за того, что во время британского владычества границы колонии были изменены, возникла проблема с точным установлением её границ. В частности, когда в 1803 году Соединённые Штаты приобрели у Франции Луизиану, то возникла проблема западной границы Западной Флориды: по мнению испанцев западной границей колонии являлась река Миссисипи, американцы же считали что они приобрели у Франции и земли между реками Миссисипи и Пердидо.
Пока между Испанией и США тянулся долгий спор о принадлежности Западной Флориды, на эту территорию проникало всё больше американских поселенцев. Жившие там британские поселенцы также тяготились владычеством испанцев. Начиная с июня 1810 года начались встречи недовольных, а 23 сентября 1810 года повстанцы в Батон-Руже взяли верх над испанским гарнизоном, и подняли флаг новой республики — белую звезду на голубом поле. Повстанцы написали Конституцию, базирующуюся на Конституции США, в соответствии с которой названием государства было «Государство Флорида». Власть делилась на законодательную, исполнительную и судебную. Законодательное собрание состояло из Сената и Палаты представителей. Законодательное собрание избрало губернатора — им стал Фулвар Скипвит, который ранее был участником переговоров по приобретению Луизианы.
Соединённые Штаты не признали самопровозглашённой республики, но решили воспользоваться ситуацией для решения застарелого территориального спора. 27 октября 1810 года президент США Джеймс Мэдисон объявил об аннексии Западной Флориды вплоть до реки Пердидо на том основании, что эти земли являлись частью купленной у Франции Луизианы. Аннексированные земли были включены в состав Орлеанской территории. Губернатор Орлеанской территории Уильям Клэйборн 6 декабря 1810 года прибыл с войсками в Сент-Фрэнсисвилль, а 10 декабря — в Батон-Руж. Правительство Западной Флориды хотело обсудить условия вхождения республики в союз Штатов, но Клэйборн отказался признать его полномочия, и его членам не осталось ничего иного как смириться с аннексией.
Под властью Испании остались лишь земли между реками Перл и Пердидо, которые американцы оккупировали в 1812 году во время англо-американской войны. Испанцы окончательно признали вхождение этих земель в состав США в 1819 году.

### Статьи
- Cox, Isaac Joslin. The American Intervention in West Florida (англ.) // The American Historical Review. — Oxford University Press, 1912. — Vol. 17, iss. 2. — P. 290-311.
- Robert Higgs. "Not Merely Perfidious but Ungrateful": The U.S. Takeover of West Florida (англ.) // The Independent Review. — Independent Institute, 2005. — Vol. 10, iss. 2. — P. 303-310.
- Samuel C. Hyde Jr. Introduction: Setting a Precedent for Regional Revolution: The West Florida Revolt Considered (англ.) // The Florida Historical Quarterly. — Florida Historical Society, 2011. — Vol. 90, iss. 2. — P. 121-132.
- Scallions, Cody. The Rise and Fall of the Original Lone Star State: Infant American Imperialism Ascendant in West Florida (англ.) // The Florida Historical Quarterly. — Florida Historical Society, 2011. — Vol. 90, iss. 2. — P. 193-220.